# Cucurbita argyrosperma
Cucurbita argyrosperma ist eine Pflanzenart aus der Familie der Kürbisgewächse (Cucurbitaceae).

## Merkmale
Cucurbita argyrosperma ist eine kriechende bis kletternde, einhäusige Pflanzenart. Sie ist einzeln bis dicht flaumig oder auch steif behaart. Die Wurzeln sind fädig. Die Sprossachsen sind leicht kantig. Die Blätter sind oval-herzförmig und haben einen bis 30 Zentimeter langen Stiel. Die Blattspreite ist 10–30 × 15–40 Zentimeter groß und hat weiße Flecken. Sie ist drei- bis fünffach gelappt mit dreieckigen bis elliptischen Lappen. Der Blattrand ist gezähnt bis gesägt-gezähnt. Die Ranken sind drei- bis vierteilig.
Die Blüten stehen einzeln in Blattachseln. Die männlichen Blüten haben einen 10–20 Zentimeter langen Blütenstiel. Der Kelch ist glockenförmig und 5–20 × 8–25 Millimeter groß. Die Kelchzipfel sind lineal-lanzettlich und 10–35 Millimeter lang. Die Krone ist röhrig bis glockenförmig, gelb bis orangefarben, 6–12 Zentimeter lang, mit fünf Kronzipfeln, die bis zu einem Drittel der Gesamtkronlänge ausmachen. Es gibt drei Staubblätter.
Die weiblichen Blüten stehen an einem kurzen, kräftigen Blütenstiel von 2 bis 3,5 Zentimeter Länge. Der Fruchtknoten ist rund, oval-elliptisch, wurst- oder birnenförmig. Der Kelch ist klein, die Krone etwas größer als bei den männlichen Blüten. Der Griffel ist dreinarbig.
Die Frucht ist eine kurze bis lange, birnenförmige, gerade oder gekrümmte Panzerbeere von 11 bis 50 Zentimeter Länge. Die Fruchtrinde ist hart, ihre Oberfläche glatt oder leicht gerippt. Ihre Farbe ist weiß mit länglichen, genetzten grünen Streifen, oder ganz weiß. Das Fruchtfleisch ist weiß, gelb oder orangefarben. Die Samen sind elliptisch, leicht aufgeblasen, 15–30 × 8–16 Millimeter groß. Die Samenschale ist weiß, glatt und gleichmäßig. Sie haben einen Ölgehalt von rund 39 Prozent, ihr Proteingehalt beträgt rund 44 Prozent.
Kultivierte Formen zeichnen sich durch folgende Merkmale gegenüber den anderen kultivierten Kürbis-Arten aus: Der Fruchtstiel ist hart, kantig, aber bei Reife rundlich werdend, korkig und an der Ansatzstelle der Frucht nur leicht erweitert. Die Sprossachsen sind hart, kantig und gefurcht. Die Blätter sind leicht gelappt und weich behaart. Die Samen sind meist weiß, manchmal sehr groß, die Oberfläche glatt. Der Rand ist deutlich, glatt bis zackig, manchmal dunkel.
Die Früchte der Varietäten Cucurbita argyrosperma var. argyrosperma und Cucurbita argyrosperma var. stenosperma sind rund bis birnenförmig und cremefarben mit grünen Streifen. Früchte der Varietät Cucurbita argyrosperma var. callicarpa sind variabel in Form und Farbe. Die Varietät Cucurbita argyrosperma var. palmeri und die Unterart Cucurbita argyrosperma subsp. sororia haben kleine Früchte mit oft bitterem Fleisch.

## Verbreitung
Die wilde Unterart Cucurbita argyrosperma subsp. sororia ist in Mexiko und Zentralamerika heimisch. Die kultivierte Unterart argyrosperma wird heute in Mexiko, Lateinamerika, in der Karibik, im Südwesten der USA und einigen Gebieten Asiens angebaut.

## Systematik
Die Art wurde bis 1930 als Varietät von Cucurbita moschata geführt, der sie morphologisch ähnelt, mit der sie sich jedoch nicht kreuzen lässt. Sie wurde zunächst als Cucurbita mixta von Pangalo beschrieben, dann jedoch in Cucurbita argyrosperma überführt, wobei auch die Arten Cucurbita palmeri L.H.Bailey und Cucurbita sororia L.H.Bailey als Varietät bzw. Unterart in Cucurbita argyrosperma eingegliedert wurden. Die Art wird wie folgt untergliedert:
- Cucurbita argyrosperma subsp. sororia (L.H.Bailey) Merrick & D.M.Bates, die Wildformen
- Cucurbita argyrosperma subsp. argyrosperma, die kultivierten Formen
  - Cucurbita argyrosperma var. argyrosperma umfasst Landrassen
  - Cucurbita argyrosperma var. callicarpa Merrick & D.M.Bates umfasst die nördlichen Kultursorten
  - Cucurbita argyrosperma var. stenosperma (Pang.) Merrick & D.M.Bates umfasst die südlichen Kultursorten
  - Cucurbita argyrosperma var. palmeri (L.H.Bailey) Merrick & D.M.Bates umfasst Unkraut-Populationen. Sie entstanden wahrscheinlich aus verwilderten Formen von Cucurbita argyrosperma var. callicarpa, die sich mit Cucurbita argyrosperma subsp. sororia gekreuzt haben.

## Anbau
Der Schwerpunkt des Anbaus liegt in Peru und Argentinien. In den USA werden Sorten der Varietät callicarpa in sehr geringem Umfang als Nahrung angebaut, die Sorte 'Silver Seed Gourd' der Varietät argyrosperma wird als Zierpflanze angebaut.
Die Aussaat erfolgt am Beginn der Regenzeit (Mai/Juni). Die Entwicklung dauert fünf bis sieben Monate. Junge Früchte werden rund drei Monate nach der Aussaat geerntet. Reife Früchte zur Samengewinnung werden von Oktober bis Dezember geerntet. Auf feuchten Böden, wie in der Mixe-Region von Oaxaca, wird die Varietät stenosperma auch in der Trockenzeit angebaut. Gleiches gilt für Sorten der Varietät callicarpa im Bundesstaat Sonora. Immer ist jedoch künstliche Bewässerung nötig, dann kann die Produktion das ganze Jahr erfolgen.
Die Vermehrung erfolgt ausschließlich über Samen. Der traditionelle Anbau erfolgt zusammen mit Mais, Bohnen und anderen Kürbissen. Anders als die anderen Kürbis-Arten wird Cucurbita argyrosperma selten in Gemüsegärten gezogen.

## Nutzung
Cucurbita argyrosperma ist wirtschaftlich wesentlich weniger bedeutend als Garten-Kürbis, Moschus-Kürbis und Riesen-Kürbis.
Die Blüten, Sprossspitzen, junge und reife Früchte werden als Gemüse gegessen. Aus den reifen Früchten werden manchmal Süßigkeiten erzeugt, meist werden sie jedoch als Viehfutter verwendet. Die Samen werden geröstet als Ganzes gegessen, oder sie werden gemahlen in Saucen und verschiedenen Eintöpfen verwendet. Die Samen sind das Hauptprodukt, in Mexiko und Zentralamerika ist ihr Verzehr weit verbreitet.
In manchen Gebieten Mexikos werden auch die Samen und unreifen Früchte der Wildformen genutzt. Die unreifen Früchte werden durch Waschen und Kochen von ihrem bitteren Geschmack, der auf ihrem Cucurbitacin-Gehalt beruht, befreit. Die Samen beinhalten kein Cucurbitacin. Sie werden gesalzen und geröstet. Auf Yucatán wird das Fruchtfleisch der Kulturformen zur Behandlung von Verbrennungen und Hautkrankheiten verwendet.

## Geschichte
Die Art wurde wahrscheinlich im südlichen Mexiko domestiziert, wo es archäologische Funde aus der Zeit 5200 v. Chr. gibt. Aus der wilden Unterart subsp. sororia wurde die kultivierte Unterart subsp. argyrosperma gezüchtet, wobei die Landrassen der Varietät argyrosperma als die ältesten gelten.